# Tivyna pallida
Tivyna pallida là một loài nhện trong họ Dictynidae.
Loài này thuộc chi Tivyna. Tivyna pallida được Eugen von Keyserling miêu tả năm 1887.